# 胡瑛

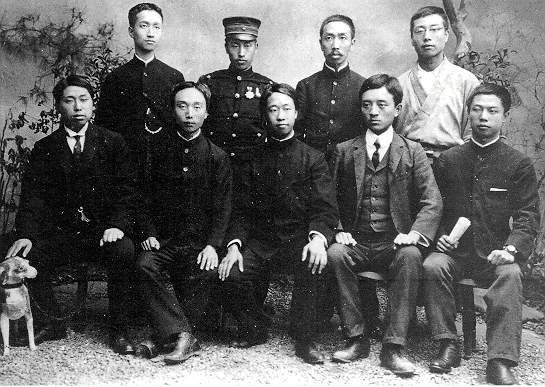
华兴会部分领导人（1905年摄于日本东京）。前排左起：1黄兴，2未知，3胡瑛，4宋教仁，5柳扬谷；后排左起：1章士钊，2未知，3程家柽，4刘揆一

胡瑛（1884年—1933年11月），原名祖懋，字敬吾，后改名瑛，字经武，号宗琬、萱庵，湖南省常德府桃源县人，祖籍浙江绍兴，清末民初民主革命家、政治人物、军事将领。

## 生平

### 革命派的活動
胡瑛祖籍浙江省紹興府，出生于湖南省常德府桃源县上乡下白石村一个小官吏家庭，與宋教仁同鄉。:19小时候在长沙读书，16歳自長沙經正学校畢業。曾肄業湖南明德學堂，為黄兴弟子，因結黨暗殺王先謙未成，得曹亞伯介紹，持黃興信函走避武昌吳祿貞寓所，旋矢志投入湖北陸軍第八鎮工程營充兵士。:19其為人年少英挺，善詞說，入伍後識張難先，兩人從此遂藉飯後休閒講演以激勵士兵。:19
1904年（光緒三十年）2月，胡瑛參加了黄興組織的華興会。自黃興創立華興會後，乃使胡瑛及宋教仁在湖北計議從速成立機關準備響應，於是分途連絡軍界、學界同志，發起組織科學補習所，故意標明研究科學，以愚弄官府耳目，實則此為武昌有革命機關之始。:193月，他赴武昌任華興会湖北支部總理。6月，科学補習所舉行成立大會，公推湖北高等學堂高材生呂大森為所長，胡瑛為總幹事，宋教仁為文書，各軍營各學堂均置幹事，分途運動，其中主要工作之一，即為介紹新兵入伍。蓋會員劉敬安任職馬隊書記，如張之洞有招兵計劃，劉必先知，即轉胡瑛。因之湖北新軍中，大半係科學補習所介紹之黨人。革命起義失敗後該所被查封。同年冬，胡瑛刺殺鐵良失敗，流亡日本。最初入陸軍士官學校，後轉入早稻田大学政治經濟学部。8月，中国同盟会在東京成立，胡瑛當選評議員。
1906年12月，胡瑛接受孫文指示歸国，在湖北省從事革命活動。1907年1月，因“日知会案”而被清朝政府逮捕入狱。

### 從反袁世凱到籌安会
1909年（宣統元年）夏，胡瑛被判“永远监禁”。在獄中，他和革命派秘密取得聯絡。1911年10月武昌起義爆發。湖北新軍之起義革命，固非偶然，而當時辦理此事非常忙碌之劉敬安、胡瑛、宋教仁等功勞尤足多焉。胡瑛被革命派救出，任湖北軍政府外交部部長。此後任各省都督府代表聯合會湖北代表，到南京參加聯合會會議，並參與組織中華民国臨時政府。12月，胡瑛為黎元洪指派，伴隨清政府代表唐紹儀到上海，參与南北议和。
民国元年（1912）1月2日，唐绍仪辞职，和议虽未破局，胡瑛亦以养病为理由辞职，往南京居住，不久，孙中山任命胡瑛为山東都督，在煙台組織山東軍政府。1912年2月，胡瑛抵达烟台就任，将烟台作为山东临时省府。清帝逊位后，胡瑛与前清巡抚张广建争权，互相指責，袁世凱改前清各省巡抚为都督，张广建因此与胡瑛分廷抗礼，胡憤然辞职，但是依舊留在烟台。袁世凱終改派周自齊为山东都督，改命胡瑛为甘陝經略使，5月10日，又改任新疆青海屯墾使，他沒有就任，7月31日，胡瑛才离开山东。胡瑛加入宋教仁組織的国民党，並當選民元國會参議院議員。
1913年，宋教仁被暗殺後，胡瑛參加二次革命討伐袁世凱。二次革命失敗後，和黄興流亡日本。翌年8月，和黄興、李根源等人組織欧事研究会。同年冬歸国。后袁世凯邀请胡瑛赴北京为其幕僚。
1915年8月，胡瑛、楊度、孫毓筠、嚴復、劉師培、李燮和組織籌安会，支持袁世凱即皇帝位。1916年，袁世凱稱帝失敗後，于6月6日病逝，黎元洪繼任總統，胡瑛沒有被追究組織籌安会的罪責，自始蟄伏。

### 護法運動以後
護法戰爭爆發，1917年12月，胡瑛忽然出任湘西招撫使兼前衛司令，率兵北攻湖北。1918年8月，任靖國軍聯軍湘南第三軍總司令。1924年，胡瑛接受孫文之命，到北方擔任聯絡馮玉祥的工作。此後曾參與馮玉祥的北京政變（首都革命）。
国民革命军北伐開始後，胡瑛任山西閻錫山駐南京代表。此後閻錫山反蒋介石戰争開始，胡任第十路總指揮。反蒋軍敗北後，胡瑛被通緝，逃入漢口租界。九·一八事變後，胡瑛的通緝令被取消，胡瑛復歸南京国民政府。此後因患病而住進醫院。
1933年（民国22年）11月，胡瑛在南京病逝。享年50嵗。